# Mimlu Sen
Pour les articles homonymes, voir Sen.
Mimlu Sen, née en 1949, est une autrice, traductrice, musicienne, compositrice et productrice indienne.
Elle publie son premier livre intitulé Baulsphere en 2009 qui sera republié l'année suivante sous le titre The Honey Gatherers.
En tant que partenaire de vie du musicien bengali bâul Paban Das Baul, elle collabore avec ce dernier sur tous ses enregistrements,.

## Biographie
Sen est née à Shillong, Meghalaya, en Inde. Pendant les années 1960 et 1970, elle étudie à Calcutta et participe à des manifestations de rue exigeant la fin de la Guerre du Viêt Nam. Elle est emprisonnée pour le mouvement Naxalite.